# Hormisciopsis gelatinosa
Hormisciopsis gelatinosa är en svampart som beskrevs av Sumst. 1914. Hormisciopsis gelatinosa ingår i släktet Hormisciopsis, divisionen sporsäcksvampar och riket svampar.   Inga underarter finns listade i Catalogue of Life.